# Herea collaris
Herea collaris är en fjärilsart som beskrevs av Herrich-Schäffer 1856. Herea collaris ingår i släktet Herea och familjen björnspinnare. Inga underarter finns listade i Catalogue of Life.